# Марк Макморис
Марк Макморис (на английски: Mark McMorris) е канадски сноубордист, бронзов медалист в дисциплината слоупстайл на зимните олимпийски игри в Сочи 2014 година и сребърен медалист от световното първенство по сноуборд през 2013 г., в същата дисциплина. 
Сандбех е роден на 3 юни 1993 г. в Риджайна, Канада. Дебютира в състезание за Световната купа по сноуборд на 23 януари 2010 г. Има една победа за Световната купа. 